# Camponotus erigens
Camponotus erigens är en myrart som beskrevs av Auguste-Henri Forel 1894. Camponotus erigens ingår i släktet hästmyror, och familjen myror.

## Underarter
Arten delas in i följande underarter:
- C. e. erigens
- C. e. subconcolor